# جمهورية فولغا الألمانية الاشتراكية السوفيتية ذاتية الحكم

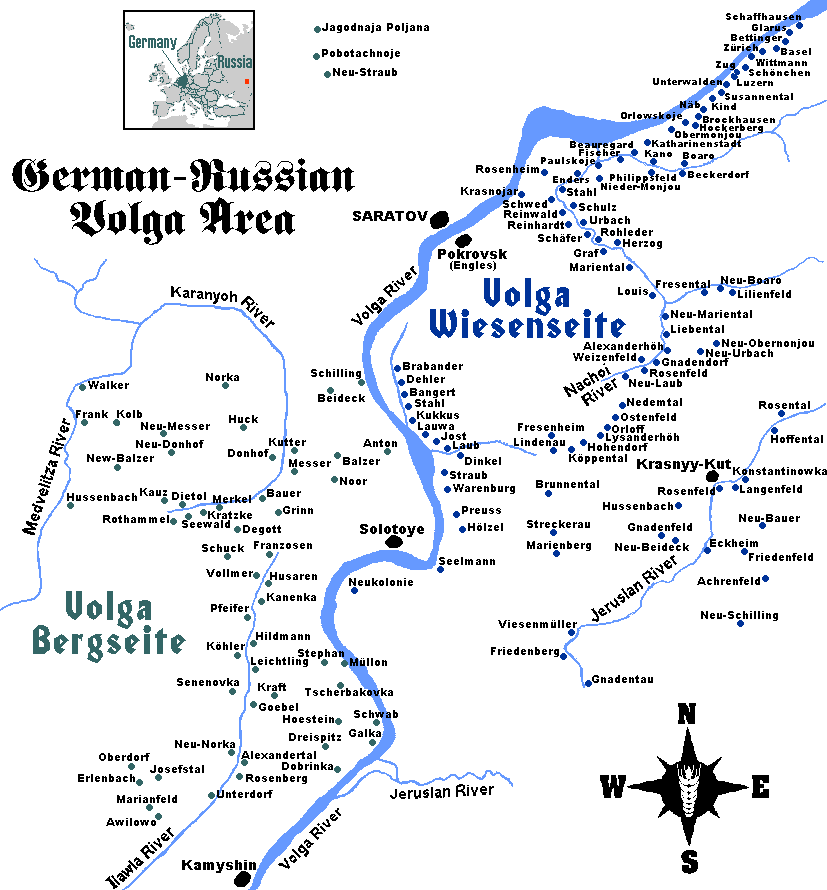
مدن فولغا الألمانية والمستوطنات

جمهورية فولغا الألمانية الاشتراكية السوفيتية ذاتية الحكم ((بالألمانية: Autonome Sozialistische Sowjetrepublik der Wolgadeutschen)‏ . (بالروسية: Автономная Советская Социалистическая Республика Немцев Поволжья)‏ كانت Avtonomnaya Sovetskaya Sotsialisticheskaya Respublika Nemtsev Povolzh'ya) جمهورية مستقلة تم تأسيسها في روسيا السوفيتية. كانت عاصمتها ميناء نهر الفولغا في إنجلز (المعروف باسم «بوكروفسك» أو «كوسكينشتات» قبل عام 1931).

## التاريخ
تم إنشاء الجمهورية في أعقاب الثورة الروسية، بحلول 29 أكتوبر (يزعم البعض في 19)  مرسوم من الحكومة السوفيتية، فولغا العمال العماليين الألمان، الذي منح الألمان السوفيت مكانة خاصة بين غير الروس في الاتحاد السوفيتي. تمت ترقيته إلى وضع الجمهورية الاشتراكية السوفيتية المستقلة في 20 فبراير 1924 (مطالبات 19 ديسمبر 1923)، خلال إعلان اللجنة التنفيذية المركزية لعموم الاتحاد ومجلس مفوضين الشعب لـجمهورية روسيا الاتحادية الاشتراكية السوفيتية. أصبحت أول وحدة وطنية مستقلة في الاتحاد السوفيتي بعد جمهورية دونيتسك-كريفوي روغ السوفيتية. احتلت منطقة تسوية صغيرة لأقلية الفولغا الألمانية الكبيرة في روسيا، والتي بلغت حوالي 1.8 مليون بحلول عام 1897. تم إعلان الجمهورية في 6 يناير 1924.  

## تعداد السكان
يوضح الجدول التالي عدد سكان المجموعات العرقية التابعة لجمهورية فولغا الألمانية:
|             | تعداد 1926       | تعداد 1939       |
| ----------- | ---------------- | ---------------- |
| الألمان     | 3793030 (66.4 ٪) | 366685 (60.5 ٪)  |
| الروس       | 116.561 (20.4 ٪) | 156.027 (25.7 ٪) |
| الأوكرانيين | 68561 (12.0 ٪)   | 58248 (9.6 ٪)    |
| الكازاخ     | 1,353 (0.2٪)     | 8988 (1.5 ٪)     |
| التتار      | 2225 (0.4 ٪)     | 4074 (0.7 ٪)     |
| موردوفيون   | 1429 (0.3٪)      | 3,048 (0.5٪)     |
| البيلاروس   | 159 (0.0٪)       | 1636 (0.3٪)      |
| صينى        | 5 (0.0٪)         | 1,284 (0.2٪)     |
| يهود        | 152 (0.0٪)       | 1216 (0.2 ٪)     |
| أعمدة       | 216 (0.0 ٪)      | 756 (0.1 ٪)      |
| الاستونيين  | 753 (0.1 ٪)      | 521 (0.1 ٪)      |
| الآخرين     | 710 (0.1 ٪)      | 3869 (0.6 ٪)     |
| مجموع       | 571754           | 606352           |

## قادة

### رئيس الدولة
رؤساء اللجنة التنفيذية المركزية (انظر Ispolkom)
1. 1918-1919 إرنست رويتر (1889-1953) (رجل دولة ألماني، دبلوماسي، عمدة برلين)
2. 1919-1920 آدم ريتشيرت (1869-1936) (مدرس، صحفي، كولخوزنيك)
3. 1920 ألكساندر دوتز (1890-1965 +) (مشارك في الحرب العالمية الأولى، رجل دولة روسي)
4. 1920-1921 فاسيلي باكون (رجل دولة روسي)
5. 1921-1922 ألكساندر مور (1889-1938) (مشارك في الحرب العالمية الأولى والحرب الأهلية الروسية، جنرال روسي، رجل دولة روسي، رجل دولة تركماني، رجل دولة أوزبكي، تم تصويره في طشقند)
6. 1922-1924 فيلهلم كورز (سياسي) (1892-1938) (رجل دولة روسي، بالرصاص)
7. 1924-1930 يوهانس شواب (1888-1938) (رجل دولة روسي، بالرصاص)
8. أندرو غليم (1930-1934) (1892-1954) (رجل دولة روسي)
9. 1934-1935 هاينريش فوكس (؟ - 1938) (رجل دولة روسي، بالرصاص)
10. 1935-1936 آدم ويلش (1893-1937) (مشارك في الحرب العالمية الأولى، خديوي، زعيم حزب إقليمي، رجل دولة روسي، بالرصاص)
11. 1936-1937 هاينريش لوفت (1899-1937) (رجل دولة روسي، لقطة)
12. 1937-1938 ديفيد روزنبرغر (؟ -؟ (رجل دولة روسي)